# Туфа Угу
Туфа́ Угу́ (кит. трад. 禿髮烏孤, упр. 秃发乌孤, пиньинь Tūfà Wūgū, IV век, Хэси — 399) — сяньбийский вождь, основатель государства Южная Лян.

## Биография
Туфа Угу был сыном Туфа Сыфуцзяня, который стал вождём в 356 году и признал себя вассалом государства Ранняя Цинь. Когда умер Туфа Сыфуцзянь, и когда вместо него стал вождём Туфа Угу, данных нет. В 394 году Люй Гуан, основавший государство Поздняя Лян, предложил Туфа Угу стать его генералом, и Туфа Угу, обсудив этот вопрос со своими приближёнными, согласился.
В 395 году Туфа Угу заставил покориться ряд окрестных племён, построил себе в качестве базы укрепление Ляньчуань (в северо-западной части современного Миньхэ-Хуэй-Туского автономного уезда городского округа Хайдун провинции Цинхай), и получил от Люй Гуана титул «Гуанъуского удельного гуна» (廣武郡公).
В 397 году после того, как Люй Гуан потерпел поражение от правителя Западной Цинь Цифу Ганьгуя, Туфа Угу провозгласил себя «Сипинским князем» (西平王) и ввёл собственное летоисчисление, став тем самым независимым правителем. После этого он захватил город Цзиньчэн (в северо-западной части современного Ланьчжоу провинции Ганьсу), который Поздняя Лян всего годом ранее захватила у Западной Цинь. Люй Гуан послал против него генерала Доу Гоу, но Туфа Угу смог отбиться.
В 397 году предсказатель Го Нэнь поднял восстание в столице Поздней Лян городе Гуцзане и запросил помощи у Туфа Угу. Туфа Угу отправил ему на помощь своего брата Туфа Лилугу, однако позднее Го Нэнь примкнул к Западной Цинь, а не к Южной Лян. В 398 году на сторону Южной Лян перешли другие два генерала из Поздней Лян — Ян Гуй и Ван Цицзи. Годом позже Туфа Угу победил мощного цянского вождя Лян Цзи, после чего ему покорились племена цянов и сюнну, жившие южнее гор Хунчи (на территории современного городского округа Увэй). В том же году Туфа Угу сменил свой титул с «Сипинского князя» на «Увэйского князя» (武威王).
Весной 399 года Туфа Угу перенёс свою ставку в Лэду. Позднее в том же году он, будучи пьяным, свалился с лошади и повредил грудь. Так как его состояние ухудшалось, он перед смертью приказал, чтобы новым правителем выбрали кого-нибудь взрослого, и после его смерти знать избрала новым правителем государства его брата Туфа Лилугу.